# Town of Walkerville
Town of Walkerville är en Local Government Area (motsvarande kommun) i Australien. Den ligger i delstaten South Australia, nära delstatshuvudstaden Adelaide. Antalet invånare är 7 368.
Följande samhällen finns i Town of Walkerville:
- Gilberton
- Medindie
- Vale Park
- Walkerville